# ان‌جی‌سی ۵۵۸۲
ان‌جی‌سی ۵۵۸۲ (انگلیسی: NGC 5582) یک کهکشان بیضی شکل در صورت فلکی گاوران است که در ۲۹ آوریل ۱۷۸۸ توسط ویلیام هرشل کشف شد.